# 松野氏
松野氏（まつのし）は、日本の氏族の一つである。複数の系譜がある。

## 松野連系譜（姫姓）
日本の古代豪族。『中興系図』によると呉王夫差の後裔。夫差の子・公子忌が日本に渡って帰化人となり、筑紫国に至って、肥後国菊池郡に住み、さらにその子孫・松野連（まつの むらじ）が、筑紫国夜須郡松野に住して、姫姓から松野姓に変えたのが始まりという『諸系譜』(国立国会図書館と静嘉堂文庫所蔵)に松野連 姫氏の系譜があり、熊襲の首長・川上梟帥（取石鹿文）の名や、倭の五王、讃・珍・済・興・武5人の名も連なる。
北部九州に同氏を祖とする氏族の家系が複数存在する。

## 下野松野氏（藤原姓）
下野松野氏は、藤原姓宇都宮氏族横田氏支流。
鎌倉時代中期、宇都宮頼綱の子、頼業が横田氏を名乗り、横田氏の嫡流を時業が継いで弟の義業が下野国那須郡松野郷を所領し、松野を「家号」とした。
所有した城は松野北城、南城（1602年の松野氏出羽国移住により廃城）。
菩提寺は曹洞宗松林寺、氏神は二荒山神社（宇都宮二荒山神社の勧請）。また、｢秋田武鑑｣では、宗家である資通系の菩提寺は曹洞宗の勝鱗院（秋田市）。分家である国通系の菩提寺は曹洞宗の多宝院 (能代市)。
松野宋家の家紋は左三巴の他、五三桐、上の字、扇に月（佐竹氏より拝領した家紋）。
松野氏の働きは下野宇都宮氏の一翼を担うものであった。すべての統率権は宇都宮氏が掌握していたが、戦国末期、常陸国太田城主である佐竹氏配下となる。
永禄10年、大崖山の戦い、天正5年、大山田・細田の戦い、天正12年、松野城の戦いを経て、天正18年、豊臣秀吉の小田原城攻めへ佐竹氏配下として参陣する。
1600年、関ヶ原の戦いにおいて東軍として参加しなかった佐竹氏が1602年、常陸国から出羽国久保田へ国替えとなり、それに伴い松野氏も移住。宗家の松野綱高は、横手城、檜山城の城主城代を経たのち、久保田へ移る。
佐竹久保田藩において、宗家は引渡二番座、回座などの家格とし、幕末まで家老や寺社奉行、大番頭などを勤め上げた。
宗家の幕末までの系譜は以下のとおり。

## 大友松野氏（源姓）
大友氏（清和源氏為義流）の支流。『大友系図』によると、貞親の子・親義（松野太郎）が松野姓を名乗ったのが始まり。また後代、大友義統の弟である親盛（田原親賢の養子）が、義統の改易後に松野姓を称し、義統の子・正照を養子とした。大友氏は義親のときに断絶したが、親盛は豊前・細川忠興に仕え、この松野氏は細川家の転封によって肥後に移って代々続いている。
また親盛の次兄・親家（田原親貫の養子）は大友氏改易後は利根川姓を称したが、その子・親英も肥後細川家に仕えて、松野姓を称した。